# Вилагранде (Ђенова)
Вилагранде (итал. Villagrande) је насеље у Италији у округу Ђенова, региону Лигурија.
Према процени из 2011. у насељу је живело 72 становника. Насеље се налази на надморској висини од 516 м.